# پایگاه هوایی بوتورلینوفکا
پایگاه هوایی بوتورلینوفکا (به انگلیسی: Buturlinovka (air base)) یک فرودگاه نظامی است که یک باند فرود بتن دارد و طول باند آن ۲۵۰۰ متر است. این فرودگاه در شهر بوتورلینوفکا کشور روسیه قرار دارد و در ارتفاع ۱۵۴ متری از سطح دریا واقع شده‌است.